# انگشت‌شاخگان
انگشت‌شاخگان (نام علمی: Carphodactylidae) نام یک تیره از [فرورراسته]] گکووارگان است.